# برايان غوميز
برايان غوميز (بالإسبانية: Brian Gómez)‏ (15 فبراير 1994 سان خوستو الأرجنتين - ) هو لاعب كرة قدم أرجنتيني، يلعب كلاعب وسط.

## روابط خارجية
- برايان غوميز على موقع قاعدة بيانات كرة القدم.إي يو (الإنجليزية)
- برايان غوميز على موقع قاعدة بيانات كرة القدم.إي يو (الإنجليزية)
- برايان غوميز على موقع Soccerway.com (الإنجليزية)